# الشعر الأردي

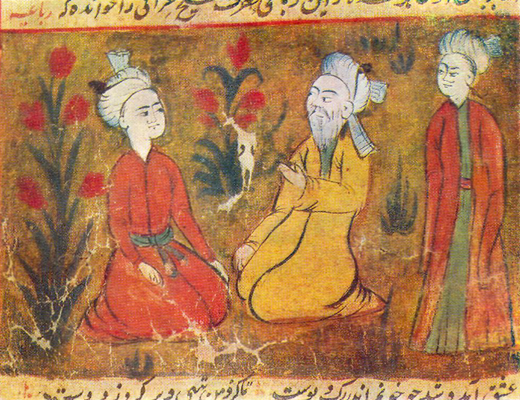
أمير خسرو شاعر أردي من القرن الثالث عشر الميلادي.

الشعر الأردي (الأردية: اُردُو شاعرى) هو تقليد شعري وله أشكال مختلفة عديدة. وهو اليوم جزء مهم من ثقافة الهند وباكستان. ووفقًا لما ذكره ناصر ترابي، هناك خمسة شعراء رئيسين للأردية: مير تقي مير (ت. 1810)، وميرزا غالب (ت. 1869)، ومير أنيس (ت. 1874)، ومحمد إقبال (ت. 1938) وجوش ماليهابادي (ت. 1982). بدأت اللغة الأردية بالتطور تدريجيًّا في فنون الأدب، وتزامنت ذروتها مع الغزو البريطاني، حيث حصلت على وضع رسمي أثناء الوجود الإنجليزي. حصل جميع كتاب اللغة الأردية المشهورين بمن فيهم غالب وإقبال على منح دراسية بريطانية. وبعد تقسيم الهند عام 1947 م، وجد أن كبار الشعراء والعلماء منقسمون على أسس قومية. ومع ذلك، فإن الشعر الأردي يحظى بالاعتزاز في كلتا الدولتين. ويواصل كل من المسلمين والهندوس من عبر الحدود هذا التقليد.
الشعر الأردي في جوهره شعر أدائي، متأثر بالشعر الفراسي، ويُقام عرضه، الذي قد يكون مرتجلاً أحيانًا، في "مشاعرات" (معارض شعرية). ورغم أن جانب "الترانم ساز" الغنائي قد شهد تغيرات كبيرة في العقود الأخيرة، إلا أن شعبيته بين الجماهير لا تزال قائمة. تُقام "المشاعرات " اليوم في المناطق الحضرية حول العالم بفضل التأثير الثقافي لجاليات جنوب آسيا. كما يُعدّ غناء الغزل والقوالي من الأشكال التفسيرية المهمة في الشعر الأردي.

## الأصناف
- الغزل[الإنجليزية]: مجموعة من بيتين من الشعر، يجب أن ينتهيا تمامًا بنفس القافية ويجب أن يكونا ضمن أحد أوزان الغزل المحددة مسبقًا. يجب أن يكون هناك خمسة أبيات على الأقل لتشكيل الغزل. قد يكون للأبيات نفس الفكرة وقد لا يكون لها. إنه أحد أصعب أشكال الشعر حيث توجد العديد من المعايير الصارمة التي يجب على المرء الالتزام بها أثناء كتابة الغزل. من المهم التفكير في موضوع الغزل بالإضافة إلى فكرة الغزل قبل البدء في كتابته. يجب أن يتضمن السطر الأول من الغزل لازمة، وهي كلمة أو عبارة يمكن وضعها بسهولة في الأبيات الأخرى. يُعرف كل بيت من الغزل باسم شير (شعر). يسمى الشطر الأول المطلع. يسمى الشطر الأخير المقطع، ولكن فقط إذا استخدم الشاعر التخلص.
- الحمد: قصيدة في مدح الله
- منقبات (منقبت): قصيدة صوفية تعبدية، في مدح علي بن أبي طالب، صهر النبي محمد، أو أي ولي صوفي.
- المرثية (مرثيہ): قصيدة رثائية تُؤلف عادةً لوفاة الحسن والحسين وأقاربهما وأصحابهما. يتألف كل مقطع من ستة أسطر، والقافية أأأأبب.[2] أشهر كتاب المرثية الذين ورثوا تقليد مير أنيس بين أجياله المتعاقبة هم مير نواب علي "مؤنس"، دولاها سحاب "عروج"، سيد محمد محسن (جابوري)، مصطفى ميرزا عرف بياري سحاب "رشيد"، سيد محمد ميرزا أونس، علي نواب "قديم"، سيد سجاد حسين "شديد". لوكنافي، علامة، الدكتور سيد علي إمام الزيدي، "جوهر" لوكنافي حفيد مير بابر علي أنيس، سيد كرار حيدر (جاونبوري) وسيد يد الله حيدر (ابن سيد كرار حيدر).
- المثنوية: قصيدة مكتوبة في أبيات شعرية رباعية التفاعيل. غالبًا ما يكون موضوعها رومانسيًا.[2] كتب مير تقي مير وسودا بعضًا من هذا النوع. كتاب "تاريخ الإسلام الديني المثنوي" (تاريخ الإسلام أز قرآن) للدكتور سيد علي إمام زيدي جوهر لكناوي.
- النعت: شعر يمدح النبي محمد بشكل خاص.
- النظم: النوع الأساسي من الشعر الأردي. يمكن كتابته حول أي موضوع، وبالتالي توجد مجموعة كبيرة من النظم. من نذير أكبر آبادي وإقبال وجوش وفراق[الإنجليزية] وأخترول إيمان ونون ميم رشيد[الإنجليزية] وفايز وعلي سردار جعفري وكايفي عزمي، غطى الشعراء الأرديون الحياة المشتركة والتفكير الفلسفي والقضايا الوطنية والمحنة الحرجة للإنسان الفرد. كشكل مميز من أشكال النظم، لجأ العديد من الشعراء الأردويين المتأثرين بالشعراء الإنجليز وغيرهم من الأوروبيين إلى كتابة السوناتات باللغة الأردية.[3] يُعتقد أن عظمة الله خان (1887-1923) قد قدم هذا الشكل إلى الأدب الأردي.[4] الشعراء الأرديون المشهورون الآخرون الذين كتبوا السوناتات هم أختار جوناغارهي، وأختار شيراني[الإنجليزية] ، ونون ميم رشيد[الإنجليزية] ، وضياء فتحابادي، وسلام ماشاليشهاري[الإنجليزية]، ووزير آغا[الإنجليزية].
- القصيدة : عادةً ما تكون مدحًا لشخصٍ مُحسِن، أو هجاءً، أو سردًا لحدث. تستخدم نفس نظام القافية المُستخدم في الغزل، ولكنها عادةً ما تكون أطول.[2]
- الرباعيات (رُباعي): أسلوب شعري.
- التذكرة (تذکرہ): مختارات شعرية من السيرة الذاتية.[2]

### نماذج التجميع
الأشكال الرئيسة لتجميع الشعر الأردي هي:
- الديوان: مجموعة من الغزليات.[2]
- الكليات: مجموعة قصائد كاملة لمؤلف واحد.[2]

## التشكيل
يتكون الشعر الأردي من المكونات الأساسية التالية:
- البیت
- بيت الغزل
- البحر
- الديوان
- حسن المطلع
- الكلام
- الكليات
- المقطع
- المطلع
- ماوراء
- المصرع
- المشاعرة
- قافية
- الرديف (شعر)
- الشعر
- الشاعر
- تحت اللفظ
- التخلص (تخلص)
- الترنم
- ترويني[الإنجليزية]

## الأنواع
أهم أنواع الشعر الموجودة في اللغة الأردية هي:
- الدوحة[الإنجليزية] (دوہا)
- الفرد
- الجيت (گیت)
- الغزل، كما مارسه العديد من الشعراء في التراث العربي. مير ، غالب ، وداغ من ملحني الغزل المشهورين.
- حمد (حمد)
- الهزل (ہزل)
- الهجز (ہجو)
- الكافي[الإنجليزية] (کافی)
- المدح (مدح)
- المنقبات
- المرثيات
- المثنويات
- المناجات
- التسديس (شعر)
- التخميس (شعر)
- النعت
- نظم
- نوح
- القصيدة
- القطعة
- القوالي (قوالي)
- رباعيات
- سلام
- سهرة[الإنجليزية]
- شهر آشوب
- السوز
- وسوخت

## أسماء مستعارة
في التراث الشعري الأردي، يستخدم معظم الشعراء اسمًا مستعارًا يُسمى "التخلص". قد يكون هذا الاسم جزءًا من اسم الشاعر أو شيئًا آخر يُتخذ كهوية. جرت العادة على ذكر "التخلص" في نهاية الاسم عند تعريف الشعراء الأرديين. كلمة "تخلص" مشتقة من اللغة العربية، وتعني "النهاية"، وربما دخلت من الفارسية. ويرجع ذلك إلى أن الشاعر في قصيدة الغزل عادةً ما يُدمج اسمه المستعار في البيت الأخير (المقطع) من كل قصيدة.

## النصوص المستخدمة في الشعر
في باكستان ومنطقة الدكن بالهند، يُكتب الشعر الأردي بخط النستعليق القياسي للخط الفارسي. ومع ذلك، في شمال الهند، حيث يحظى الشعر الأردي بشعبية كبيرة، غالبًا ما يُكتب الشعر الفارسي بالأبجدية الديوناكرية، كوسيلة مساعدة للناطقين بالهندية الذين يفهمون الأردية لكنهم لا يستطيعون قراءة الخط الفارسي العربي. ومع بزوغ فجر الإنترنت والعولمة، غالبًا ما يُكتب هذا الشعر بالأردية الرومانية بالإضافة إلى الخط الهندي (الديوناكري).

## طالع أيضًا
- الغزل الأردي[الإنجليزية]
- بيت بازي[الإنجليزية]، لعبة تستخدم الشعر الأردي
- شار بيت[الإنجليزية] فن شعبي من الغناء
- قائمة الشعراء الأردويين[الإنجليزية]
- العلاقة التاريخية بين الفارسية والأردية
- حركة الكتاب التقدميين
- رختا[الإنجليزية]
- شهر آشوب[الإنجليزية]